# Leichtathletik-Weltmeisterschaften 2009/Teilnehmer (Antigua und Barbuda)
| Gelbes Symbol für Goldmedaillen mit stilisierten Olympischen Ringen | Graues Symbol für Silbermedaillen mit stilisierten Olympischen Ringen | Braundes Symbol für Bronzemedaillen mit stilisierten Olympischen Ringen |
| ------------------------------------------------------------------- | --------------------------------------------------------------------- | ----------------------------------------------------------------------- |
| —                                                                   | —                                                                     | —                                                                       |

Der Leichtathletik-Verband Antigua und Barbudas stellte zwei Athleten bei den Leichtathletik-Weltmeisterschaften 2009 in Berlin.

## Ergebnisse

### Männer

#### Laufdisziplinen
| Athlet            | Disziplin | Vorlauf | Vorlauf | Viertelfinale | Viertelfinale | Halbfinale | Halbfinale | Finale             | Finale             |
| Athlet            | Disziplin | Zeit    | Platz   | Zeit          | Platz         | Zeit       | Platz      | Zeit               | Platz              |
| ----------------- | --------- | ------- | ------- | ------------- | ------------- | ---------- | ---------- | ------------------ | ------------------ |
| Daniel Bailey     | 100 m     | 10,26 s | 8       | 10,02 s       | 4             | 9,96 s     | 4          | 9,93 s             | 4                  |
| Brendan Christian | 200 m     | 20,81 s | 16      | 20,58 s       | 11            | 20,79 s    | 16         | nicht qualifiziert | nicht qualifiziert |